# Баланул-Ноу
Баланул-Ноу (рум. Balanul Nou) — село в Ришканському районі Молдови. Входить до складу комуни, адміністративним центром якої є місто Ришкани.
Більшість населення - українці. Згідно з переписом населення 2004 року - 365 осіб (86%).